# Warzige Froschschnecke

Gehäuse von Bursa bufonia

Die Warzige Froschschnecke (Bursa bufonia) ist eine mittelgroße räuberisch lebende Schnecke aus der Familie der Froschschnecken, die im Roten Meer und Indopazifik verbreitet ist.

## Merkmale
Das mit etwa 5 cm, bisweilen über 7 cm Höhe mittelgroße, dickwandige, feste Schneckenhaus von Bursa bufonia ist dorsal und ventral zusammengedrückt und weist jederseits eine Reihe von Varicen auf. Die äußere Oberfläche des Hauses ist mit feinen Fäden aus Knötchen skulpturiert. Auf der Schulter des erhobenen Gewindes verläuft eine Reihe, auf dem Körperumgang drei Reihen von Buckeln, von denen die erste Reihe die kräftigste ist. Das Haus ist kremfarben mit kleinen rötlich braunen Flecken auf den spiraligen Graten. Die Gehäusemündung ist fast kreisförmig und innen gelb. Die äußere Lippe der Gehäusemündung ist aufgeweitet und hat an seinem Rand 4 bis 5 Paare von Zähnchen. Die innere Lippe ist dick und aufgeweitet, der Nabel bedeckt, der Siphonalkanal kurz und gekrümmt, der Analkanal lang und halbröhrenförmig.

## Verbreitung und Lebensraum
Bursa bufonia ist im Roten Meer und im Indischen Ozean von Madagaskar, Aldabra, Chagos und den Maskarenen bis in den westlichen Pazifischen Ozean, hier von Japan und Hawaii bis nach Queensland verbreitet. Die Schnecke findet sich vor allem auf Korallenriffen in der Gezeitenzone und wenig darunter bis in Meerestiefen von etwa 20 m.

## Lebenszyklus
Wie andere Froschschnecken ist Bursa bufonia getrenntgeschlechtlich. Das Männchen begattet das Weibchen mit seinem Penis. Aus den Eiern schlüpfen Veliger-Larven, die bis zur Metamorphose zur fertigen Schnecke als Plankton leben.

## Nahrung
Bursa bufonia ernährt sich von Seeigeln.